# Babuna (Fluss)

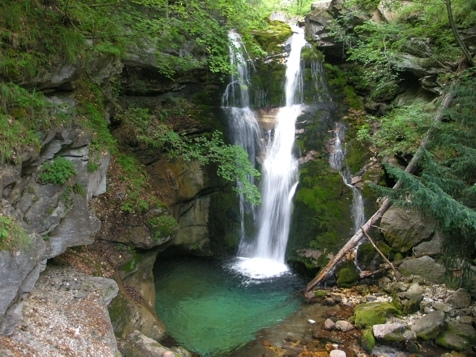
Blick auf den Babuna-Wasserfall, nahe der Quelle des Flusses

Die Babuna (mazedonisch Бабуна) ist ein Fluss im Zentrum Nordmazedoniens. Ihre Quelle liegt an der Südostseite des Jakupica-Gebirges unterhalb des Gipfels Solunska Glava, dem fünfhöchstem Berg Nordmazedoniens. Der Fluss hat eine Länge von 65 km und sein Einzugsgebiet umfasst eine Fläche von 612 km². Babuna fließt südlich bzw. südwestlich von Veles. Der Fluss fließt durch die Dörfer Nežilovo und Bogomila, bevor er bei der Ortschaft Omorani in den Vardar, den größten Fluss Nordmazedoniens fließt. Der Vardar mündet letztlich in das Ägäische Meer.
Der Fluss besitzt kleine Wasserfälle im Oberlauf. Er speist sich von Wasser aus zahlreichen Nebenflüssen. In seinem 53 km langen Verlauf nimmt er mehrere Nebenflüsse auf, von denen die wichtigsten die rechten Nebenflüsse sind: Brezica, Izvorska und Vojnička Reka. Aufgrund der hervorragenden Reinheit des Wassers in der Babuna leben viele Fischarten wie Forellen, Ukeleien, Näslinge sowie Flusskrebse, die oft im Sommer gefangen werden. Im Unterlauf durchquert der Fluss die Pešti-Schlucht, die im Sommer gerne von Schwimmern besucht werden. Im Oberlauf von Babuna liegt die historisch-geographische Region Azot und im Unterlauf die Klepa.